# Girolamo Pompei
Girolamo Pompei (né le 18 avril 1731 à Vérone et mort le 4 février 1788) est un philologue, traducteur et littérateur italien du XVIIIe siècle.

## Biographie
Girolamo Pompei est issu de la noblesse véronaise, étant le fils de Francesco Pompei et de Bianca Brenzona. Il se distingue dans plusieurs domaines littéraires, notamment en tant que poète, dramaturge et essayiste. Son œuvre couvre des genres variés, incluant la pastorale, la tragédie et les essais sur la morale et la littérature
.
Pompei est principalement reconnu pour sa traduction des Vies parallèles de Plutarque, publiée pour la première fois entre 1772 et 1773. Cette traduction a été saluée pour sa fidélité à l’original et a été réimprimée à de nombreuses reprises jusqu’en 1940. Toutefois, elle a été critiquée pour son style monotone, inégal et parfois sec. Cette évaluation est notamment confirmée par des critiques littéraires comme Carlo Calcaterra, qui souligne ses faiblesses stylistiques tout en reconnaissant la rigueur de la traduction. En plus de son travail sur Plutarque, Pompei a également traduit les Héroïdes d'Ovide, un projet qui témoigne de son expertise dans les textes classiques.

## Œuvres

### Chansons
- Canzoni pastorali con alcuni idilli di Teocrito e di Mosco, 1766.
- Nuove canzoni pastorali, Inni, Sonnetti e traduzioni, 1779.

### Tragédies
- L'Ipermestra tragedia di Girolamo Pompei gentiluomo veronese, 1767[3].
- Callirhoé, 1769.
- Tamira, 1789.

### Traductions
- Le Vite degli uomini illustri, 1772.
- Eroïdi d’Ovidio Nasone, vers 1779.